# Manulife Plaza
Het Manulife Plaza, ook bekend als Lee Gardens, is een wolkenkrabber in Hongkong, Volksrepubliek China. De bouw van de kantoortoren, die staat 33 Hysan Avenue, begon in 1996 en werd in 1998 voltooid.

## Ontwerp
Het Manulife Plaza is 240,35 meter hoog, tot de hoogste verdieping gemeten is dit 198 meter. Het gebouw telt naast 52 bovengrondse, ook 4 ondergrondse verdiepingen. Het heeft een totale oppervlakte 112.300 vierkante meter, waarvan 83.864 vierkante meter bruikbaar is. Daarnaast bevat het 22 personenliften en 2 goederenliften. Het gebouw is door DLN Architects & Engineers in modernistische stijl ontworpen.